# Radio City (estación de radio)
Radio City (también conocida como City FM, Radio City 96.7) es una estación de radio comercial, basada en Liverpool, Reino Unido y transmitida en Merseyside y áreas aledañas. Lanzada en 1974, esta estación transmite principalmente música pop y dance, en la frecuencia 96.7 MHz en FM.
La estación es transmitida por internet a través de su sitio web. Originalmente basada en la calle Stanley en el centro de la ciudad de Liverpool, en el 2001 la estación fue trasladada a la torre de St. John's Beacon, que desde entonces se llama Radio City Tower.
La señal de 96.7 FM proviene del transmisor de Allerton Park en el sureste de Liverpool, el cual también transmite Radio Merseyside en el 95.9 FM. También existe otro transmisor en el túnel de Mersey.
Es estación hermana de Magic 1548